# أولاد الجنيوي (الخشاشنة)
أولاد الجنيوي هو دُوَّار يقع بجماعة سيدي بومهدي، إقليم سطات، جهة الدار البيضاء سطات في المملكة المغربية. ينتمي الدوّار لمشيخة الخشاشنة التي تضم 7 دواوير. يقدر عدد سكانه بـ 320 نسمة حسب الإحصاء الرسمي للسكان والسكنى لسنة 2004.

## روابط خارجية
- البوابة الوطنية للجماعات الترابية
- المندوبية السامية للتخطيط